# Championnat du Kazakhstan de football 2024
Navigation
Édition précédente Édition suivante
La saison 2024 de Premier-Liga de football est la trente-troisième de la première division kazakhe. Elle regroupe quatorze équipes du pays, dont trois promus de deuxième division, au sein d'une poule unique où elles s'affrontent à deux reprises. Le tenant du titre est le FK Ordabasy Chimkent.

## Déroulement de la saison
Avant la saison le FK Maktaaral n'obtient pas de licence et se retire de la compétition, parmi les clubs relégués lors de la dernière saison aucun ne souhaite participer, de ce fait le championnat se joue avec 13 équipes.
Le dernier du championnat est relégué en deuxième division.
Trois places qualificatives pour les compétitions européennes sont attribuées par le biais du championnat : une pour le premier tour de qualification de la Ligue des champions 2025-2026, une pour le deuxième tour de qualification de la Ligue Conférence 2025-2026 et une pour le premier tour de qualification de la Ligue Conférence 2025-2026. Une autre place pour le premier tour de qualification de la Ligue Europa 2025-2026 est également garantie au vainqueur de la Coupe du Kazakhstan 2024.
En fin de saison, le FK Kaïrat Almaty est sacré champion du Kazakhstan, remportant le 4e titre de son histoire.

## Compétition

### Règlement
Les équipes se rencontrent deux fois, pour un total de 24 matchs chacun. Le classement est établi sur le barème de points classique, une victoire valant trois points, un match nul un seul et défaite aucun.
En cas d'égalité de points, le premier critère de départage est la différence de buts générale, suivi du nombre de matchs remportés puis du nombre de buts marqués, de manière générale puis à l'extérieur. Si deux équipes sont toujours à égalité après application de ces critères, elles sont alors départagées selon les résultats obtenus lors des confrontations directes entre les équipes concernées. Si cela ne suffit toujours pas, elles sont alors départagées par un tirage au sort.

### Classement
| Rang | Équipe                   | Pts | J  | G  | N | P  | Bp | Bc | Diff |
| ---- | ------------------------ | --- | -- | -- | - | -- | -- | -- | ---- |
| 1    | FK Kaïrat Almaty         | 47  | 24 | 14 | 5 | 5  | 39 | 21 | +18  |
| 2    | FK Astana                | 46  | 24 | 14 | 4 | 6  | 39 | 19 | +20  |
| 3    | FK Aktobe C              | 43  | 24 | 12 | 7 | 5  | 39 | 26 | +13  |
| 4    | FK Ordabasy ChimkentT    | 42  | 24 | 12 | 6 | 6  | 36 | 24 | +12  |
| 5    | FK Tobol Kostanaï S      | 39  | 24 | 11 | 6 | 7  | 33 | 23 | +10  |
| 6    | FK Yelimay Semeï P       | 37  | 24 | 10 | 7 | 7  | 35 | 32 | +3   |
| 7    | FK Atyraou               | 35  | 24 | 9  | 8 | 7  | 28 | 20 | +8   |
| 8    | FK Kaysar Kyzylorda      | 34  | 24 | 9  | 7 | 8  | 28 | 29 | -1   |
| 9    | FK Kyzyljar Petropavl    | 29  | 24 | 8  | 5 | 11 | 29 | 26 | +3   |
| 10   | FK Jenis P               | 24  | 24 | 6  | 6 | 12 | 18 | 36 | -18  |
| 11   | FK Jetyssou Taldykourgan | 23  | 24 | 5  | 8 | 11 | 17 | 29 | -12  |
| 12   | FK Turan P               | 20  | 24 | 5  | 5 | 14 | 16 | 39 | -23  |
| 13   | FK Chakhtior Karagandy   | 10  | 24 | 2  | 4 | 18 | 12 | 45 | -33  |

Qualifications européennes
- 1er : premier tour de qualification
- C : premier tour de qualification
- 2e : deuxième tour de qualification
- 4e : premier tour de qualification
- 13e : relégation en deuxième division
- T : Tenant du titre
- C : Vainqueur de la Coupe du Kazakhstan 2024
- S : Vainqueur de la Supercoupe du Kazakhstan 2024
- P : Promu de deuxième division

## Bilan de la saison
| Championnat du Kazakhstan de football 2024    |                             |
| Champion                                      | FK Kaïrat Almaty (4e titre) |
| Coupes et trophées                            |                             |
| Vainqueur de la Coupe du Kazakhstan 2024      | FK Aktobe                   |
| Vainqueur de la Supercoupe du Kazakhstan 2024 | FK Tobol Kostanaï           |
| Qualifications continentales                  |                             |
| Ligue des champions 2025-2026                 | FK Kaïrat Almaty            |
| Ligue Europa 2025-2026                        | FK Aktobe                   |
| Ligue Conférence 2025-2026                    | FK Astana                   |
| Ligue Conférence 2025-2026                    | FK Ordabasy Chimkent        |
| Promotions et relégations                     |                             |
| Promus en Premier Liga                        | FK Okjetpes Kökşetaw        |
| Promus en Premier Liga                        | Ulytau Jezqazğan            |
| Relégués en Birinchi Liga                     | FK Chakhtior Karagandy      |